# Hòa Hảo

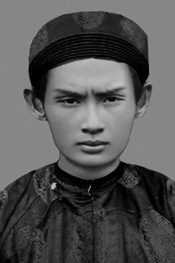
Huỳnh Phú Sổ (1920–1947),
der Gründer der Hòa Hảo
(digital aufbereitetes Bild)

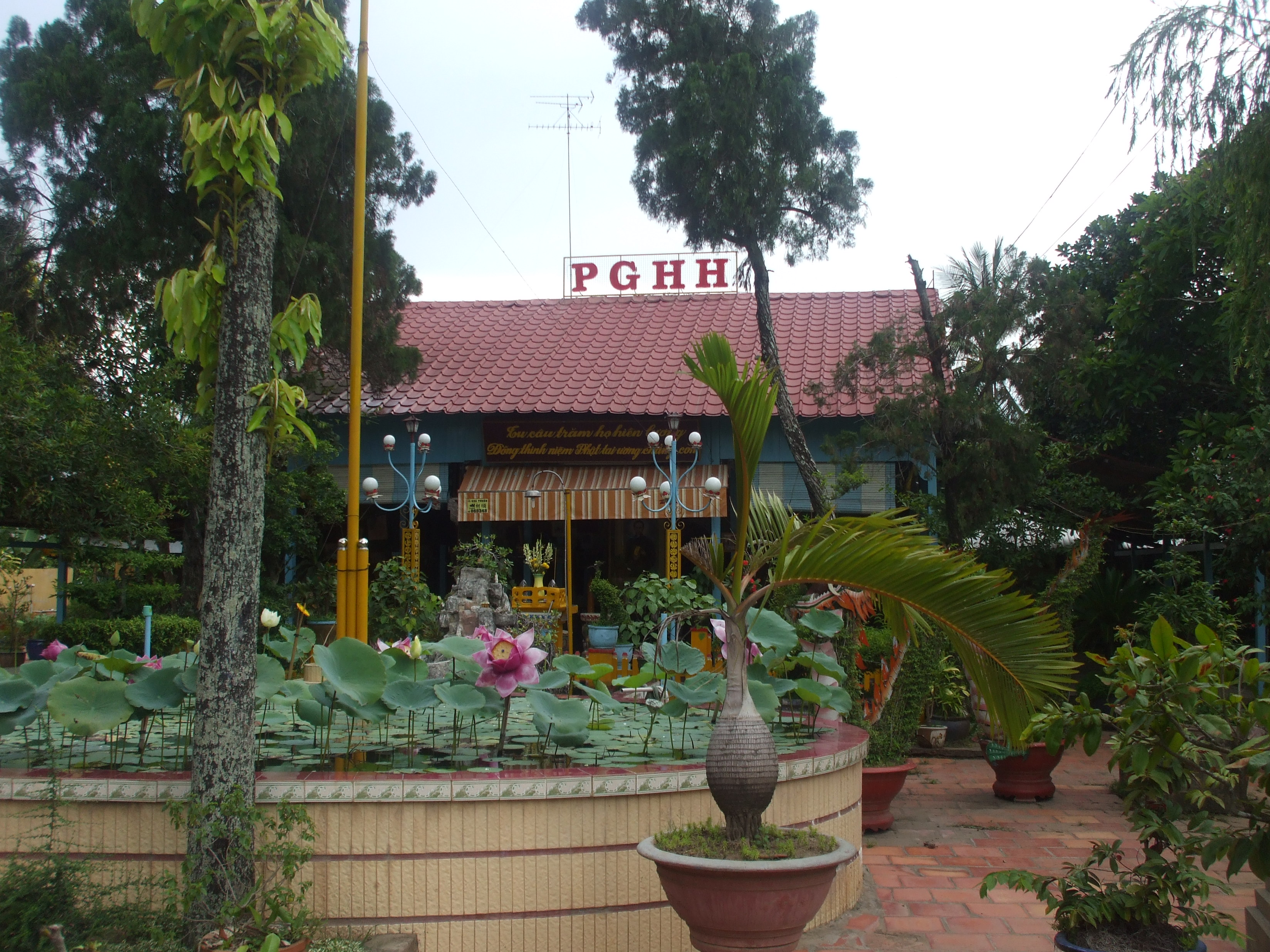
Tempel der Phật giáo Hòa Hảo in der Provinz An Giang

Hòa Hảo (vietn. Đạo Hòa Hảo und Phật giáo Hòa Hảo, selten Hoahaoismus) ist der Name einer buddhistischen neuen religiösen Bewegung („Sekte“), die im Jahr 1939 vom erst neunzehnjährigen Huỳnh Phú Sổ im Mekongdelta im Süden Vietnams – zu diesem Zeitpunkt Cochinchina unter französischer Kolonialherrschaft – gegründet wurde. Hòa Hảo war dabei der Name seines Heimatdorfes im Kreis Phú Tân der Provinz An Giang, bedeutet aber wörtlich auch „Harmonie“ oder „Eintracht“.
Der Hòa-Hảo-Glaube beruht auf den „Đạo Bửu Sơn Kỳ Hương“ genannten Lehren des im 19. Jahrhunderten lebenden Mystikers Đoàn Minh Huyên und hat einen bäuerlich und puritanisch geprägten Laien-Buddhismus zum Ziel. Ein zentrales Element ist dabei die Verehrung des Zukunfts-Buddha Maitreya als kommender Erlöser, verbunden mit animistischen Praktiken des lokalen Volksglaubens. Auf prachtvolle Zeremonien und luxuriöse Tempelbauten soll zugunsten der Unterstützung von Bedürftigen verzichtet werden.
Diese Lehre fand unter der einfachen Landbevölkerung, die durch die Wirtschaftskrise der 1930er-Jahre verarmt und verunsichert war, schnell großen Anklang, so dass Hòa Hảo innerhalb eines Jahres zu einer Massenbewegung mit messianisch-millenaristischem Charakter wurde und in mehreren Provinzen entlang der Grenze zu Kambodscha die Bevölkerungsmehrheit umfasste. Da die Hòa-Hảo-Bewegung bald auch weltliche Macht anstrebte, eigene bewaffnete Milizen aufstellte und mit dem im Exil lebenden nationalistischen Unabhängigkeitskämpfer Prinz Cường Để sympathisierte, versuchten die Kolonialbehörden sie zu unterdrücken. So wurde Huỳnh Phú Sổ knapp ein Jahr lang in eine psychiatrische Anstalt eingesperrt. Zu dieser Zeit – inzwischen war der Zweite Weltkrieg ausgebrochen – wurde jedoch Französisch-Indochina von den Japanern besetzt, die der Hòa-Hảo-Bewegung wohlwollend gegenüberstanden und diese auch aktiv förderten. Nach der japanischen Kapitulation nutzten die Hòa Hảo das entstandene Machtvakuum und übernahmen, ausgerüstet mit japanischen Waffen, militärisch die Kontrolle über mehrere südliche Provinzen. Die Hòa Hảo, die konkurrierende synkretistische Cao-Đài-Sekte und das Verbrechersyndikat Bình Xuyên kontrollierten nun gemeinsam nahezu das gesamte ländliche Cochinchina.
Die Hòa Hảo kooperierten zunächst mit den kommunistisch-dominierten Việt Minh, mit denen sie das Ziel der nationalen Unabhängigkeit teilten; beide Seiten misstrauten aber einander. Als Nguyễn Bình, der Anführer der südlichen Việt Minh, im Jahr 1947 erfuhr, dass die Hòa Hảo insgeheim Gespräche mit dem französischen Geheimdienst (Deuxième Bureau) führten, lockte er Huỳnh Phú Sổ in eine Falle, entführte ihn und ließ ihn nach einem „Scheinprozess“ standrechtlich hinrichten.
Nach dem Tod ihres Gründers und Propheten spalteten sich die Hòa Hảo in mehrere Gruppen auf, deren Anführer und Warlords Ba Cụt (Lê Quang Vinh), Trần Văn Soái, Lâm Thành Nguyên und Nguyễn Giác Ngộ sowohl gegeneinander als auch gegen die Việt Minh kämpften. Die Mehrheit der Hòa-Hảo-Militärführer arbeitete schließlich im Indochinakrieg mit den Franzosen und später der profranzösischen Bảo-Đại-Regierung zusammen, wobei ihre Loyalität stets unsicher blieb. Die Franzosen ließen die Macht der Hòa-Hảo-Führer in den ländlichen Regionen des Mekongdeltas unangetastet und verliehen den Hòa-Hảo-Kampfverbänden einen semi-offiziellen Status. Im Gegenzug verhinderten die Hòa Hảo in den von ihnen beherrschten Gebieten das Eindringen der Việt Minh – durchaus mit Erfolg. Ähnliche Übereinkünfte trafen die Franzosen auch mit den Cao-Đài- und Bình-Xuyên-Anführern. Eine Ausnahme dazu stellte lediglich der Hòa-Hảo-Offizier Huỳnh Văn Trí dar, der 1947 den Việt Minh beitrat und hochrangige Ämter in deren Kommandostruktur erlangte.
Nach dem Ende des Indochinakrieges und der Teilung Vietnams setzte sich in Südvietnam mit US-Unterstützung Ngô Đình Diệm als neuer Premierminister durch. Die Führer der Hòa Hảo, Cao Đài und Bình Xuyên setzten Diệm unmittelbar nach Amtsantritt unter Druck, mit dem Ziel ihre bisherige Machtposition zu erhalten oder sogar ausweiten zu können. Diệm ging nicht darauf ein, sondern im Frühjahr 1955 militärisch gegen die Gruppierungen vor (Sektenkrise und Schlacht von Saigon). Ein Jahr später wurde als letzter Gegner der Hòa-Hảo-Führer Ba Cụt gefangen genommen und hingerichtet, womit Diệm seine Position gefestigt hatte. Gänzlich besiegt waren die Hòa Hảo damit aber nicht, zum Zeitpunkt von Diệms Ermordung im Jahr 1963 kontrollierten sie immer noch (oder wieder) mehrere Provinzen. Viele der ehemaligen Hòa-Hảo-Kämpfer schlossen sich der Nationalen Befreiungsfront (Vietcong) an. Andere Anhänger wandten sich nach Diệms Tod hingegen wieder der Regierung in Saigon zu, so existierte über mehrere Legislaturperioden hinweg eine Hòa-Hảo-Fraktion im südvietnamesischen Parlament.
Im wiedervereinigten sozialistischen Vietnam wurden die Hòa Hảo als offizielle Religionsgruppe anerkannt, aufgrund ihrer antikommunistischen Vergangenheit aber eingeschränkt und überwacht. Heute gibt es schätzungsweise 2 Millionen Hòa-Hảo-Anhänger (etwa zwei Prozent der Bevölkerung Vietnams), die fast ausschließlich im Mekongdelta leben. Damit sind die Hòa Hảo nach Buddhisten und Katholiken die drittgrößte Religionsgruppe, ungefähr gleichauf mit den Cao Đài.